# Arte dei Fabbri
L'Arte dei Fabbri è stata una delle Arti Minori delle corporazioni di arti e mestieri di Firenze.

## Storia
Appartenevano a questa corporazione tutti coloro che lavoravano il ferro: fabbri, maniscalchi, fibbiai, spadai, coltellinai e maestri delle cervelliere.
L'Arte si riuniva nella chiesa di Santo Stefano al Ponte fino al 1386, per poi passare nella residenza del chiasso Baroncelli, in cui avevano sede anche altre corporazioni.
Il primo statuto a noi pervenuto risale al 1344 e contiene modifiche e aggiunte che arrivano fino al 1529; questo prescriveva, tra le altre cose, la quantità di metallo da impiegare per la fabbricazione dei vari oggetti, consentendo ai maestri che vivevano nel contado di eseguire il lavoro secondo le locali consuetudini, a patto che questi non venissero esportati in città.
Nel 1285 fu per un certo periodo tra le Arti mediane, consentendo anche ai loro rappresentanti di partecipare alla vita politica cittadina. 
Nel 1534 L'arte dei Fabbri entrò a far parte dell'Università dei Fabbricanti e venne definitivamente soppressa da Pietro Leopoldo di Lorena nel 1770.

## Organizzazione interna

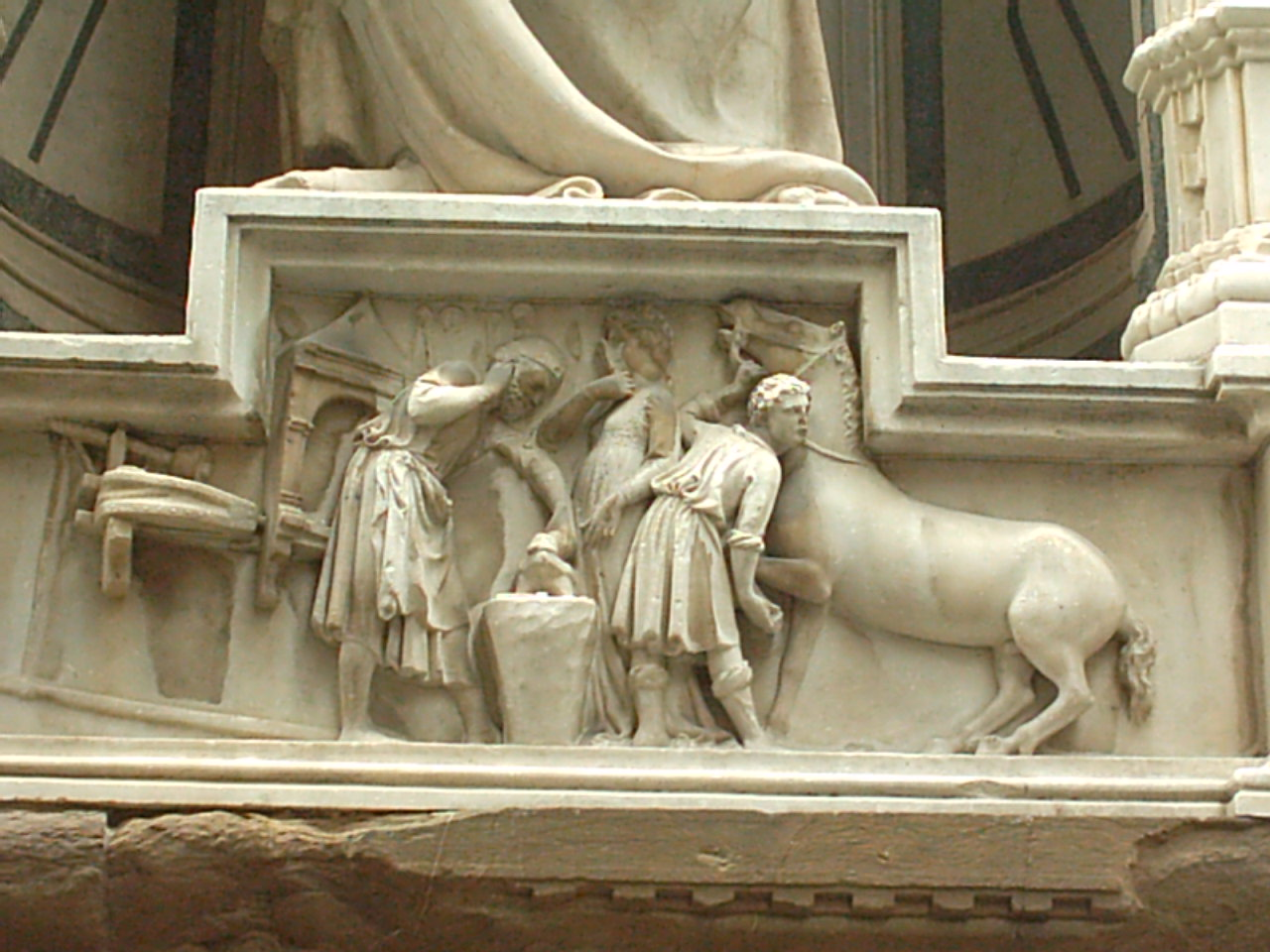
Miracolo della zampa di cavallo riattaccata nel tabernacolo dei Fabbri in Orsanmichele

L'Arte era retta da sei consoli estratti a sorte.
Ogni maestro apponeva un proprio sigillo sugli oggetti, che poteva essere dipinto o impresso ma diverso da quello degli altri fabbri per forma e colore e doveva essere registrato in un apposito Libro dei marchi di fabbrica predisposto dalla corporazione.
I maestri che vivevano nelle campagne mantennero sempre una posizione subalterna rispetto a quella dei loro colleghi di città ed erano tenuti a versare una tassa annuale ai sindaci dell'Arte, ossia dei funzionari addetti alla vigilanza sulle numerose botteghe presenti anche fuori Firenze.
Gli apprendisti di questa corporazione erano chiamati prezzolari e rispetto ai discepoli di altre arti godevano di maggior considerazione, sicuramente dovuta alla loro prestanza fisica; si trattava infatti di un mestiere molto faticoso e per lungo tempo l'unico procedimento impiegato nella produzione di oggetti fu la battitura a caldo sull'incudine, seguita dalla tempratura, l'affilatura (per mezzo di una mola) e la limatura.
Successivamente venne scoperto il sistema della messa in forma, con cui il ferro rovente veniva battuto come in un mortaio e modellato in base alle forme più svariate; questa nuova tecnica permise di ampliare notevolmente la varietà dei manufatti, di aumentarne la produzione e di venderli ad un prezzo inferiore.
Le materie prime giungevano a Firenze dall'Isola d'Elba passando per Pisa e nel 1472 la corporazione dei Fabbri e Maniscalchi pisana si unì a quella fiorentina; il piombo arrivava dall'Inghilterra già dal Trecento, lo stagno dalla Cornovaglia ed il rame era importato da Goslar.
Anche molte delle fonderie poste sotto il diretto controllo dell'Arte si trovavano fuori città, soprattutto nella zona del Pratomagno, ma di esse purtroppo non è rimasta traccia.

### I fabbri e i maniscalchi
I fabbri producevano molti degli attrezzi di uso quotidiano, impiegati nei campi o nelle botteghe di altri maestri fiorentini: vanghe e vomeri per gli aratri; coltelli e mannaie per i macellai, seghe per i legnaioli; bilance per la pesa per gli speziali e di precisione per gli orafi; martelli per i muratori; catene di ferro, ganci, succhielli, passatoi ed i caratteristici anelli o lumiere che ancora oggi abbelliscono le facciate di molti palazzi fiorentini.
Alcuni maestri fabbri erano anche autorizzati ad eseguire le riparazioni delle parti meccaniche in ferro di telai e mulini, ma solo dietro precisa istruzione degli ufficiali incaricati alla sorveglianza in tali costruzioni.
Neppure ai maniscalchi si può dire che mancasse il lavoro, visto che l'unico mezzo di trasporto dell'epoca erano proprio i cavalli ed i muli, a cui venivano ferrati a caldo gli zoccoli con ferri e chiodi.
Ad essi venne perciò affidato il commercio dei cavalli in città; lo statuto del 1411 tutelava i compratori dalle truffe, concedendo loro il diritto di restituire l'animale entro un anno dall'acquisto nel caso in cui esso presentasse dei difetti taciuti dal sensale.
Ai maniscalchi era inoltre consentito di lavorare di domenica e nei giorni festivi; i fabbri tentarono di opporsi a questa disposizione comunale, chiedendo che essa fosse limitata alla ferratura urgente dei cavalli degli ufficiali e dei soldati impegnati in manovre militari o parate, ma lo Stato respinse ogni loro richiesta.

### I frenai e i fibbiai

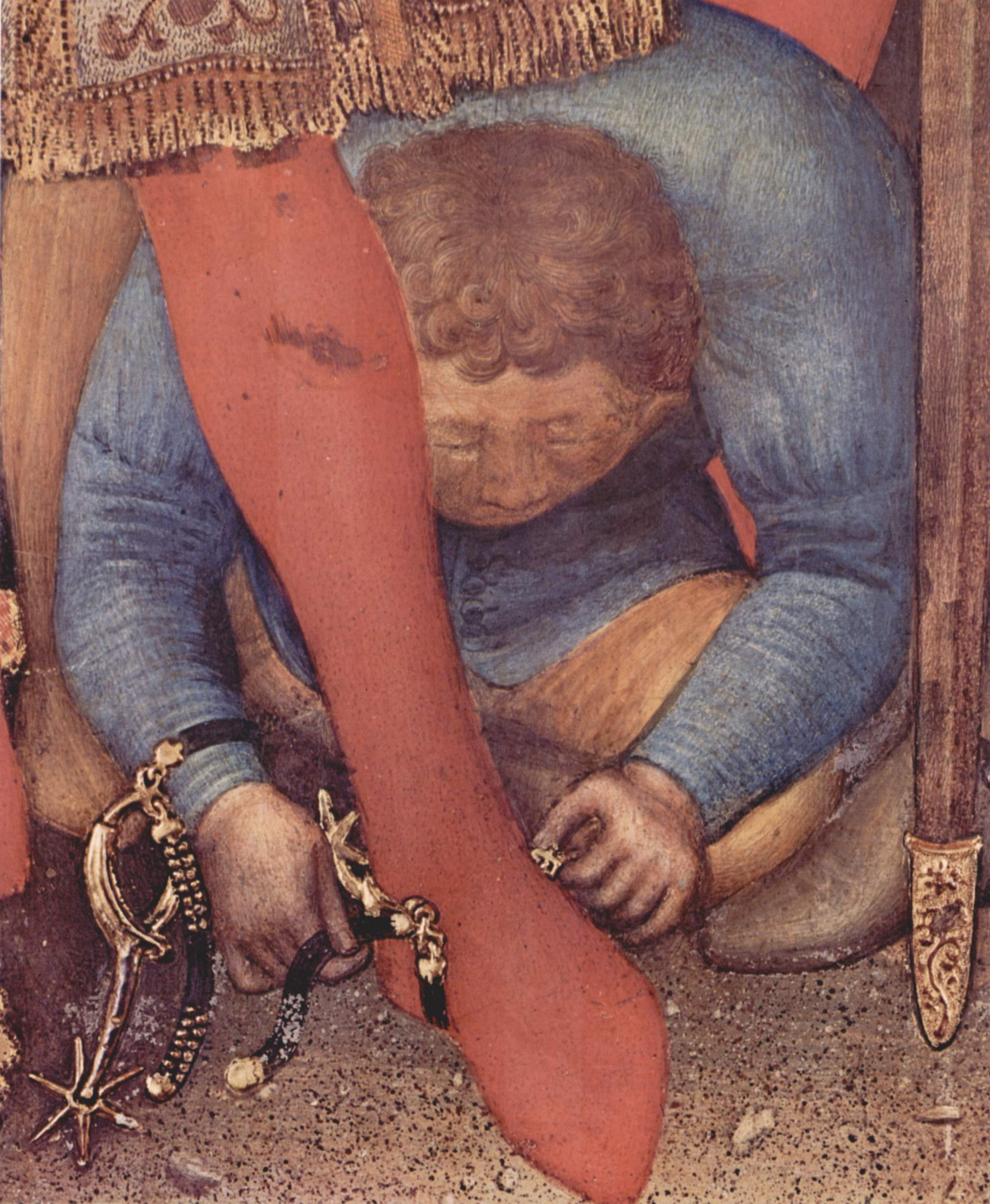
Dettaglio dellAdorazione dei Magi di Gentile da Fabriano

I frenai fabbricavano i morsi e gli sproni per i cavalli in ferro, ottone o bronzo; a partire dal Trecento comparvero gli sproni a rotella e con il diffondersi dell'uso delle gualdrappe la loro forma divenne più allungata ed elaborata come si vede nel dettaglio di alcuni dipinti o affreschi del tempo.
La stessa cosa avvenne con le fibbie e gli ardiglioni da cintura lavorate dai fibbiai, che divennero sempre più eleganti fino a diventare autentici gioielli da applicare alla correggia.
I fibbiai si staccarono temporaneamente dalla corporazione nel 1316 per costituire un'associazione autonoma con i cuffiai, ma il sodalizio ebbe vita breve e già nel 1321 rientrarono a far parte dell'Arte.

### I coltellinai
Questi artigiani producevano tutti i tipi di coltelli, posate, forbici, cesoie e rasoi con i rispettivi manici; oltre a quelli di uso comune esisteva anche una gamma di articoli di lusso destinati al mondo cavalleresco, come i coltelli da caccia, molto praticata fin dal Duecento come passatempo da nobili e magnati.
La produzione di coltelli da tavola iniziò solo nel Quattrocento, perché fino a quel momento ognuno si portava il coltello con sé e lo impiegava nei più svariati usi quotidiani, mentre il cucchiaio e la forchetta erano già da tempo usati durante i pasti.
Rientravano in questa categoria anche gli arrotini che affilavano le lame sulla pietra da cote.

### Gli spadai e i maestri delle cervelliere
La spada fu l'arma cavalleresca per eccellenza e nel corso dei secoli le forme e le misure subirono una notevole evoluzione; gli esemplari del Duecento ancora esistenti sono molto pochi e si presentano con la lama ed il pomo molto larghi e tozzi, mentre quelli del Trecento e Quattrocento si affinano nella fattura che appare più maneggevole ed elegante.
Le spade venivano comunque sempre forgiate in base alla corporatura e all'altezza del suo committente e ne esistevano di vari tipi, in base all'uso che se ne faceva: quelle da arcione erano molto lunghe venivano appese alla sella del cavallo, mentre quelle da combattimento avevano la lama più corta e l'impugnatura più lunga per essere brandite agevolmente dal cavaliere.
Le cervelliere invece, erano delle calotte metalliche provviste di copertura per il naso che i cavalieri usavano come elmetto a protezione della testa e nel Trecento avevano la forma simile ad una calotta o ad un pentolino.

## Membri celebri
Una delle famiglie fiorentine che si arricchì notevolmente con la fabbricazione delle spade fu quella dei Martelli, che usavano apporre il loro marchio in oro a forma di martello sulle armi forgiate nelle loro botteghe; la via de' Martelli infatti si chiamava anticamente via Nuova degli Spadai.  
Un altro membro appartenente a questa corporazione e rimasto famoso era Niccolò Grosso detto il Caparra, un abile artigiano che fabbricò le lanterne di palazzo Strozzi.

## Patronati
I fabbri scelsero come protettori sia san Zanobi, uno dei più antichi santi fiorentini, che sant'Eligio, la cui statua venne commissionata a Nanni di Banco per essere posta nel tabernacolo di Orsanmichele.
Ogni anno, in occasione della festa del patrono, il 25 giugno, i consoli incaricavano due membri della corporazione per distribuire, nel modo che ritenevano più opportuno, dei doni che venivano loro consegnati, come pane, vino, melarance ecc.